# Celosia odorata
Celosia odorata är en amarantväxtart som beskrevs av William John Burchell och Horace Bénédict Alfred Moquin-Tandon. Celosia odorata ingår i släktet celosior, och familjen amarantväxter. Inga underarter finns listade i Catalogue of Life.